# David Bellion
David Bellion (Parigi, 27 novembre 1982) è un ex calciatore francese di origini senegalesi, di ruolo attaccante.

## Carriera

### AS Cannes
Inizia la sua carriera a 14 anni nelle giovanili del Cannes, dove resta fino al 2001, anno in cui passa alla squadra inglese del Sunderland.

### Sunderland
Debutta con la maglia del Sunderland nell'agosto del 2001, come sostituto, nella gara contro il Fulham, mentre realizza il suo primo gol nel settembre 2002, nella partita contro l'Aston Villa.
In seguito, diviene titolare, anche se non riesce a salvare la propria squadra dalla retrocessione. Prima della fine della stagione, Bellion comincia ad attrarre verso di sé l'interesse del Manchester United e si attira l'ira dei tifosi scomparendo per andare in Francia nel momento in cui la squadra aveva più bisogno di lui. Al suo ritorno, Bellion dichiarò di aver fatto visita alla nonna malata, e si rese temporaneamente indisponibile, dichiarandosi "mentalmente inadatto" per combattere nella lotta per non retrocedere. In quel periodo, si vociferava che Bellion fosse tampinato dal Manchester United, anche se sia i Red Devils che il manager di Bellion negarono con decisione. Nonostante ciò, Bellion accettò il trasferimento al Manchester United dopo la scadenza del suo contratto nel giugno 2003, anche se il suo trasferimento ebbe più di qualche problema. Dato che Bellion aveva meno di 23 anni, il Sunderland era in diritto di chiedere un risarcimento, circa 2 milioni di sterline, (aumentati a 3 a seconda delle presenze), e il giudice diede ragione all'ex società di Bellion. Il risarcimento fu concordato sulla base di un "accordo confidenziale" che il presidente del Sunderland Bob Murray firmò e grazie al quale non intentò causa al Manchester United dopo che l'ex vicepresidente David Dein dell'Arsenal dichiarò che Bellion fu offerto illegalmente all'Arsenal dal proprio agente e che il Manchester United pagò il conto del cellulare di Bellion quando il giocatore era ancora in forza al Sunderland.

### Manchester United
Si trasferisce all'Old Trafford nell'agosto 2003 e, durante il tour estivo in America, realizza il suo primo gol contro il Celtic. Il suo primo gol ufficiale arriva contro il Leeds Utd nella Carling Cup, seguiti da altri due gol durante la stagione 2003-2004 contro Everton e Tottenham, entrambi realizzati all'Old Trafford.
Nonostante una piccola quantità di gol nella prima parte della stagione, il campionato 2004-05 procurò parecchie frustrazioni a Bellion, che si trovò sempre più fuori dal giro dei titolari e della prima squadra.
Seguì un periodo fruttifero tra le riserve, ma la stagione di Bellion finì anzitempo in seguito alla frattura della fibula occorsagli durante il match d'inizio maggio contro il Charlton. Bellion passò l'inizio della stagione 2005-2006 in prestito al West Ham, tornando al Sunderland per la prima volta come riserva inutilizzata dal West Ham nell'ottobre 2005. Segnò al debutto in coppa di lega in un match vinto contro lo Sheffield Wednesday il 20 settembre 2005, e finì per collezionare 10 presenze con il club, quasi tutte come subentrante.
Dopo aver segnato 8 gol in 40 presenze con i Red Devils, Sir Alex Ferguson decise di spedirlo in Francia. Ad oggi risulta al ventunesimo posto tra i 50 peggiori attaccanti che abbiano mai giocato in Premier League.

### OGC Nice
Ritorna in Francia il 9 gennaio 2006 firmando per il club di Ligue 1 francese Nizza, in prestito fino alla fine della stagione, che poi diventa un trasferimento definitivo del giugno del 2006.

### Bordeaux
Sigla per il Bordeaux il 15 luglio 2007 un contratto di quattro anni. Firma il suo primo match segnando il gol della vittoria 1-0 del Bordeaux sul Lens.

### Ritorno al OGC Nice
Torna in forze al Nizza con la formula del prestito al club della Costa Azzurra da parte del Bordeaux.

## Palmarès
- Community Shield: 1

Manchester United: 2003
- Coppa d'Inghilterra: 1

Manchester United: 2003-2004
- Supercoppa francese: 2

Bordeaux: 2008, 2009
- Campionato francese: 1

Bordeaux: 2008-2009
- Coppa di Lega francese: 1

Bordeaux: 2008-2009
- Championnat National: 1

Red Star: 2014-2015
- 1 Presenza All-Star Game AS Velasca 2024